# أوغستين دالي
أوغستين دالي (بالإنجليزية: Augustin Daly) هو كاتب مسرحي وصحفي أمريكي، ولد في 20 يوليو 1838 في بليموث في الولايات المتحدة، وتوفي في 7 يونيو 1899.

## وصلات خارجية
- أوغستين دالي على موقع IMDb (الإنجليزية)
- أوغستين دالي على موقع الموسوعة البريطانية (الإنجليزية)
- أوغستين دالي على موقع قاعدة بيانات برودواي على الإنترنت (الإنجليزية)